# John A. Alonzo
John A. Alonzo, ASC (12 de juny de 1934 - 13 de març de 2001) va ser un director de fotografia, director de televisió i actor nord-americà conegut pel seu treball divers en cinema i televisió.
Alonzo va ser pioner en el treball a mà, les tècniques d'il·luminació i el desenvolupament de vídeo d'alta definició durant la seva carrera. Se'l recorda principalment per Chinatown (1974) i Scarface (1983), la primera pel qual va ser nominat tant per un BAFTA com per un Oscar. A més, va rebre un Primetime Emmy pel seu treball a l'adaptació televisiva de CBS del 2000 de Fail Safe.
Alonzo va ser el primer director de fotografia estatunidenc d'herència mexicana-americana i llatina a esdevenir membre de la Unió de Cinematògrafs de Los Angeles, així com el primer a ser incorporat a la ASC.

## Carrera
La carrera d'Alonzo va començar com a part del grup de neteja de l'estació de televisió WFAA a Dallas. No obstant això, en poc temps, s'havia fet indispensable, no sols muntant escenografies, penjant llums i movent càmeres, sinó dirigint cuina i espectacles infantils. Finalment, ell i l'actor Hank Williamson van crear un popular duet de comèdia: Alonzo es va convertir en la veu i el titellaire de l'irreverent "Señor Turtle", que amb Williamson com a company, va introduir pel·lícules i dibuixos animats. El 1956, l'espectacle va ser recollit per l'estació KHJ a Hollywood, on només va durar 26 setmanes. Així que Alonzo va treballar durant un temps com a fotògraf i com a actor, amb aparicions en diversos programes coneguts com Twilight Zone (Temporada 2 – Episodi). 12 a "Dust" com Luis Gallegos), Combat!, 77 Sunset Strip i The Alfred Hitchcock Hour.
Un moment fonamental va arribar durant el rodatge de The Magnificent Seven, en la qual Alonzo va tenir un petit paper, quan va conèixer el director de fotografia Charles Lang. Aquesta trobada inspiradora, així com l'oportunitat de col·laborar breument amb James Wong Howe uns anys més tard, finalment van donar a Alonzo l'impuls per dedicar la seva vida a la cinematografia. A mitjans de la dècada de 1960, estava fotografiant molts documentals per a National Geographic i la David L. Wolper Company, i va influir molt en l'innovador "Look" del New Hollywood que es va fer tan poderós a finals dels seixanta i principis dels setanta.
El seu estil senzill i minimalista, combinat amb els seus coneixements de primera mà de la interpretació, el van convertir en un dels directors de fotografia més demandats a Hollywood. A més, no només va ser un dels millors "cameraman de mà de Hollywood, sinó també un pioner de la cinematografia digital d'alta definició. El 1993/94 va rodar (per a NBC) la primera pel·lícula en HD de la història de la televisió estatunidenca, World War II: When Lions Roared.
Alonzo va morir el 2001 després d'una llarga malaltia, a casa seva a Brentwood, Califòrnia. Potser el seu alumne més conegut és el dos vegades guanyador de l'Oscar John Toll, que va començar la seva carrera com a assistent d'Alonzo en pel·lícules com Black Sunday, Norma Rae, Tom Horn i Scarface.
El 2007, el director Axel Schill va dirigir un documental sobre Alonzo, The Man Who Shot Chinatown - The Life & Work of John A. Alonzo.

## Filmografia (cinematògraf)

### Pel·lícules

#### Dècada de 1970
| Any  | Títol                       | Notes |
| ---- | --------------------------- | --- |
| 1970 | Bloody Mama                 | |
| 1971 | Vanishing Point             | |
| 1971 | Harold i Maude              | |
| 1972 | Get to Know Your Rabbit     | |
| 1972 | Sounder                     | |
| 1972 | Lady Sings the Blues        | |
| 1972 | Pete 'n' Tillie             | |
| 1973 | Wattstax                    | |
| 1973 | The Naked Ape               | |
| 1973 | Hit!                        | |
| 1974 | Chinatown                   | Va substituir Stanley Cortez Nominat a Oscar a la millor fotografia Nominat al BAFTA a la millor fotografia |
| 1974 | Conrack                     | |
| 1975 | Once Is Not Enough          | |
| 1975 | The Fortune                 | |
| 1975 | Adéu, nena                  | |
| 1976 | I Will, I Will... for Now   | |
| 1976 | The Bad News Bears          | |
| 1977 | Black Sunday                | |
| 1977 | Beyond Reason               | |
| 1977 | Which Way Is Up?            | |
| 1977 | Encontres a la tercera fase | Fotografia addicional Amb Vilmos Zsigmond                                                                   |
| 1978 | Casey's Shadow              | |
| 1978 | The Cheap Detective         | |
| 1978 | FM                          | director |
| 1979 | Norma Rae                   | |

#### Dècada de 1980
| Any  | Títol                              | Notes      |
| ---- | ---------------------------------- | ---------- |
| 1980 | Tom Horn                           |            |
| 1981 | Back Roads                         |            |
| 1981 | Zorro, The Gay Blade               |            |
| 1983 | El tro blau                        |            |
| 1983 | Scarface                           |            |
| 1983 | Cross Creek                        |            |
| 1984 | Terror in the Aisles               | Documental |
| 1984 | Runaway                            |            |
| 1985 | Out of Control                     |            |
| 1986 | Nothing in Common                  |            |
| 1986 | Jo Jo Dancer, Your Life Is Calling |            |
| 1987 | Real Men                           |            |
| 1987 | Home a l'aigua                     |            |
| 1989 | Magnòlies d'acer                   |            |
| 1989 | Physical Evidence                  |            |

#### Dècada del 1990
| Any  | Títol                            | Notes |
| ---- | -------------------------------- | ----- |
| 1990 | Assumptes bruts                  |       |
| 1990 | The Guardian                     |       |
| 1990 | Navy Seals, comandament especial |       |
| 1992 | Housesitter                      |       |
| 1992 | Cool World                       |       |
| 1993 | Meteor Man                       |       |
| 1994 | Clifford                         |       |
| 1994 | Star Trek: Generations           |       |
| 1995 | The Grass Harp                   |       |
| 1998 | Letters from a Killer            |       |

#### Dècada del 2000
| Any  | Títol       | Notes           |
| ---- | ----------- | --------------- |
| 2000 | Estafadors  |                 |
| 2002 | Deuces Wild | Estrena pòstuma |

### Televisió
| Any       | Títol                                   | Notes                 |
| --------- | --------------------------------------- | --------------------- |
| 1964      | Nightmare in Chicago                    | Telefilm              |
| 1967–1969 | National Geographic Specials            | 4 episodis            |
| 1968      | The Undersea World of Jacques Cousteau  | 1 episodi             |
| 1971      | Cannon                                  | Episodi pilot         |
| 1973      | Guess Who's Sleeping in My Bed?         | Telefilm              |
| 1976      | Look What's Happened to Rosemary's Baby | Telefilm              |
| 1979      | Champions: A Love Story                 | Telefilm              |
| 1979      | Portrait of a Stripper                  | Telefilm              |
| 1980      | Blinded by the Light                    | Telefilm              |
| 1982      | The Kid From Nowhere                    | Telefilm              |
| 1988      | Knightwatch                             | 1 episodi             |
| 1988      | Roots: The Gift                         | Telefilm              |
| 1994      | World War II: When Lions Roared         | Minisèrie; 2 episodis |
| 1999      | Lansky                                  | Telefilm              |
| 2000      | Fail Safe                               | Telefilm              |

## Filmografia (Actor)
| Any  | Títol                                                | Paper                 | Notes           |
| ---- | ---------------------------------------------------- | --------------------- | --------------- |
| 1958 | The Gun Runners                                      | Soldat al cotxe       | sense acreditar |
| 1960 | The Crowded Sky                                      | Jove reàradpr         | sense acreditar |
| 1960 | Els set magnífics (The Magnificent Seven)            | Miguel                |                 |
| 1961 | The Twilight Zone                                    | Luis Gallegos         | Episode "Dust"  |
| 1961 | The Long Rope                                        | Manuel Alvarez        |                 |
| 1961 | Susan Slade                                          | Enginyer              | sense acreditar |
| 1962 | Hand of Death                                        | Carlos, lab assistant |                 |
| 1962 | Terror at Black Falls                                | Carlos Avila          |                 |
| 1964 | Invitació a un pistoler (Invitation to a Gunfighter) | Manuel                |                 |

## Documentals
- Visions of Light (1992)
- The Making of Scarface (1998)
- Guns For Hire: The Making of the Magnificent Seven (2000)
- The Man Who Shot Chinatown – The Life & Work of John A. Alonzo (2007)

## Premis i nominacions

### Premis Primetime Emmy Awards
- Guanyador: Premi Primetime Emmy a la Direcció de llum excepcional; Fail Safe (2000)
- Nominat: Primetime Emmy Award a la millor fotografia per a una sèrie limitada o pel·lícula;; World War: When Lions Roared (1994)
- Nominat Primetime Emmy Award a la millor fotografia per a una sèrie limitada o pel·lícula; Lansky (1999)

### Premis Oscar
- Nominat: Oscar al millor curtmetratge; The Legend of Jimmy Blue Eyes (1964)
- Nominat: Oscar a la millor fotografia; Chinatown (1975)

### Premis BAFTA
- Nominat: BAFTA a la millor fotografia; Chinatown (1975)